# Cetinka
Cetinka je autohtona hrvatska bijela sorta. Uglavnom se uzgaja na Korčuli.
Okus joj je lagan i osvježavajući a boja zelenkasto-žućkasta. Sadrži oko 12% alkohola i oko 5g/l ukupnih kiselina.
Ostali nazivi: Cetinjka, Potomkinja, Poserača, Blatka, Blatska, Cetinka bijela, Blajka.

## Vanjske poveznice
- Mali podrum  Arhivirana inačica izvorne stranice od 28. rujna 2007. (Wayback Machine) - Cetinka; hrvatska vina i proizvođači
- The Croatian Vitis and Olea Database  Arhivirana inačica izvorne stranice od 28. rujna 2007. (Wayback Machine) - Cetinka